# レタックス
レタックスとは、日本郵便の郵便サービスの一つ。郵政省が1981年に開始した郵便サービスの商品名であり、法令上では電子郵便と呼ばれる。

## 概要
「レタックス」という名称は「レター（letter）」と「ファクス（fax）」の合成語（Letax）からきている。もともとは局内ファクシミリを用いて文面を送受信していたからである。NTTグループの電報のように、主に冠婚葬祭などに用いられている。電報との違いはファクシミリで書面を画像情報としてやりとりするため、文字数に関係なく思い思いに直筆のメッセージやイラストを送れることであり、電報との競合サービスとなっている。
差出は郵便局の窓口、インターネット（Webレタックス）、コールセンター、ポスト投函のいずれかで行う。
窓口やポスト投函で引き受けられた文面はFAXにて配達先の地域の集配郵便局へ送信、その他の文面は配達先の集配郵便局へコンピュータで送信され、配達局は受信情報を印刷し台紙に貼り付けるか封書に封入して届ける。配達先の集配郵便局まで電子的にやりとりするので普通の郵便物より早く届く。一部の地域を除きおおむね15時30分（一部地域では13時30分）までに申し込めば、当日中に配達が可能とされる。
Webレタックスに限り、カラー原稿を送ることができる。
日本郵政公社時代の2007年9月までは窓口で申し出ることにより電信為替との同時配達も可能で、現金と合わせて送ることもできたが、郵便と為替の取扱会社が民営・分社化されたため2007年10月に電信為替が廃止され、同時配達ができなくなった。
レタックスに類似するサービスに、ハイブリッドめーるがあった（Webレターに移行する形で2010年1月31日で廃止）。サービスセンターにテキストデータやWORDファイル、PDFファイルなどをインターネット経由で送信することで、サービス側がその内容を紙に印刷し封かんして配達する。
配達では速達と同等の扱いをされ、不在の場合郵便受けに投函される。ただしポストがない場合や、配達先が会社の場合などは持ち帰り翌日などの配達になる場合がある。
申込みの翌日から10日以内ならば配達日が指定できる。午前（9時から12時）、午後（12時から19時）で配達時間帯を指定できる。
利用者数の減少や、個人情報漏洩防止のためのコスト増により、2007年4月1日から料金区別や割引制度が大幅に見直された。配達台紙のデザインを2種類（慶事用のボタンと弔事用のユリ）に集約し、一通900円に一本化。指定配達日の3日前までに差し出した場合の110円の割引も廃止され、最大で91%の値上げとなるケースも発生していた。
しかし、改訂後1ヶ月にもかかわらず早くも料金体系及び台紙の種類の見直しがなされ、2007年5月14日以降、2007年3月まで利用されていた「普通」「リボン」「弔」の各台紙が復活し、料金もそれらの台紙の利用時や「封筒型」利用では一通580円と値下げ（以前の料金と同額）となった。なお、「ぼたん」「ゆり」の台紙については変わらず、一通900円である。早期差出割引の復活もない。
2010年2月1日引受分からWebレタックスに限り追跡番号が与えられ、インターネットなどで配達状況を確認できる。

## 差し出し方法

### Webレタックス
専用サイトで申し込みをし、クレジットカードもしくは料金後納で支払いをする。

### レタックス

#### 窓口での差し出し
- 郵便窓口で渡される専用の原稿用紙に記入し、差し出す。
- 料金支払方法で料金後納を利用する場合、事前に郵便局で料金後納承認請求手続が必要。

#### ポストへの投函
- 適当な封筒に料金相当分の切手をはり、通信文、差出人と受取人の住所、氏名を書いたレタックス用紙を入れて投函する。封筒の表にあて名は書かず、「レタックス」又は「電子郵便」と朱記する。

#### 郵便局へのFAXによる差し出し
- あらかじめ、差し出しを希望する取扱郵便局に専用の承認請求書を提出する。差し出しの際は、原稿とレタックス差出票を、承認を受けた郵便局あてに送信する。
- 料金支払方法は料金後納に限られる。
- 料金後納を利用する場合は、事前に郵便局で料金後納承認請求手続が必要。

#### 当社郵便局への電話による差し出し
- あらかじめ、差し出しを希望する取扱郵便局に専用の承認請求書を提出する。差し出しの際は、電報と同じように、電話でどの原稿を送るか指定する。
- 料金支払方法は料金後納に限られる。
- 料金後納を利用する場合は、事前に郵便局で料金後納承認請求手続が必要。

## 料金
基本料金（1枚、括弧内は窓口差し出しの場合）
- 「うるし風」5,154円（5,234円）
- 「織物」3,064円（3,144円）
- 「刺しゅう」2,014円（2,094円）
- 「おし花」1,494円（1,574円）
- 「ぼたん」「ゆり」864円（944円）
- その他（封書）524円（604円）

カラーの場合20円を加算する。
加算料金（1枚あたり、最大合計5枚まで、括弧内は窓口差し出しの場合）
- カラー 52円（不可）
- 白黒 32円（100円）